# Alveolaire ejectieve fricatief
De alveolaire ejectieve fricatief is een medeklinker die in het Internationaal Fonetisch Alfabet aangeduid wordt met sʼ, en in X-SAMPA met s_>.

## Kenmerken
- De manier van articulatie is sibilant-fricatief, wat wil zeggen dat de klank geproduceerd wordt door lucht door een groef in de tong te blazen op het articulatiepunt, en de lucht vervolgens over de scherpe kant van de tanden te blazen waardoor turbulentie ontstaat.
- Het articulatiepunt is alveolaar, wat wil zeggen dat de klank uitgesproken wordt door de tong contact te laten maken met  de bovenste tandkas of superieure alveolare rand.
- De articulatie is stemloos, wat betekent dat de stembanden niet meetrillen bij het produceren van de klank.
- Het is een orale medeklinker, wat inhoudt dat lucht door de mond kan ontsnappen.
- Het is een centrale medeklinker, wat inhoudt dat de klank wordt geproduceerd door de luchtstroom over het midden van de tong te laten stromen in plaats van langs de zijkanten.
- Het luchtstroommechanisme is glottalisch-ingressief, wat inhoudt dat de klank wordt geproduceerd door lucht uit de glottis naar beneden te duwen.

Deze pagina bevat fonetische informatie in het IPA, die in sommige browsers mogelijk niet correct wordt weergegeven.
Waar symbolen in paren voorkomen, vertegenwoordigt het rechter teken een stemhebbende medeklinker. Gearceerde gebieden bevatten medeklinkers die worden beschouwd als onuitspreekbaar.
Zie ook: IPA, Klinkers